# Aspidoscelis opatae
Aspidoscelis opatae là một loài thằn lằn trong họ Teiidae. Loài này được Wright mô tả khoa học đầu tiên năm 1967.